# Tôn Di
Tôn Di (tiếng Trung giản thể: 孙怡; sinh ngày 04 tháng 06 năm 1993) là nữ diễn viên người Trung Quốc. Cô từng giành được giải thưởng Nữ diễn viên xuất sắc nhất (hạng mục Asian New Talent Awards) tại Liên hoan phim quốc tế Thượng Hải (giải Kim Tước) lần thứ 19.

## Tiểu sử
Tôn Di sinh ra ở thành phố cấp huyện Tập An, tỉnh Cát Lâm (Trung Quốc), 8 tuổi bắt đầu học đàn piano điện tử, đến năm 12 tuổi trình độ piano điện tử của cô đã đạt đến cấp cao nhất (cấp 9). Khi đó, mẹ của Tôn Di cảm thấy nếu tiếp tục học chỉ lãng phí thời gian, vì vậy quyết định để Tôn Di chuyển sang học đàn dương cầm. Sau đó, trình độ đàn dương cầm của Tôn Di cũng đạt đến cấp cao nhất (cấp 10).
Năm 2013, sau khi tốt nghiệp đại học, bởi vì thích diễn nên Tôn Di tham gia một khóa học biểu diễn ở Bắc Kinh, chuẩn bị tham gia kỳ thi nghệ thuật năm thứ 2 của Học viện Hý kịch Trung ương. Nhưng vào lúc này, cô quen biết với người đại diện đầu tiên của mình, cũng nhận được cơ hội tham gia diễn xuất trong một bộ phim, cũng bởi vậy mà Tôn Di chính thức tiến vào phát triển trong giới giải trí.

## Sự nghiệp
Năm 2014, Tôn Di hợp tác với Quách Hiểu Đông trong phim điện ảnh đề tài tình yêu "Pleasure·Love" của đạo diễn Hoàng Nghiêu, đây là bộ phim tiếng Hoa duy nhất được đề cử tại Liên hoan phim Quốc tế Sundance lần thứ 32. Cùng năm, Tôn Di hợp tác cùng Bao Bối Nhĩ trong phim điện ảnh "Thời thanh xuân của tôi", đảm nhận vai nữ chính Lý Xuân Hà, đây là bộ phim Trung Quốc duy nhất tham gia tranh giải tại Liên hoan phim Quốc tế Tokyo lần thứ 28. Ngoài ra, Tôn Di còn tham gia phim truyền hình "Đại Miêu Nhi truy ái ký", trong phim đảm nhận vai cô gái nhà giàu đơn thuần thiện lương Đồng Đồng.
Năm 2015, phim truyền hình "Mị Nguyệt Truyện" phát sóng, nhờ vai diễn Mị Dao mà Tôn Di bước đầu được công chúng chú ý. Cùng năm, Tôn Di tham gia phim truyền hình đề tài cách mạng "Bão tố".
Năm 2016, phim truyền hình hiện đại thanh xuân "Mười lăm năm chờ đợi chim di trú" phát sóng, trong phim Tôn Di đảm nhận vai nữ chính Lê Ly, cũng nhờ bộ phim này mà Tôn Di càng nhận được nhiều quan tâm của công chúng. Cùng năm, Tôn Di và Hàn Đông Quân hợp tác trong bộ phim đề tài dân quốc "Nhân sinh nếu như lần đầu gặp gỡ", trong phim đảm nhận vai nữ chính Tần Tang. Cuối năm, Tôn Di xác nhận tham gia phim truyền hình "Lương Sinh, liệu đôi ta có thể ngừng đau thương", hợp tác cùng Chung Hán Lương và Mã Thiên Vũ, đảm nhận vai nữ chính Khương Sinh.
Năm 2016, nhờ biểu hiện xuất sắc trong phim điện ảnh "Pleasure·Love", Tôn Di vinh dự nhận được giải thưởng Nữ diễn viên xuất sắc nhất (hạng mục Asian New Talent Awards) tại Liên hoan phim Quốc tế Thượng Hải lần thứ 19, giải thưởng Nữ diễn viên mới của năm của Diễn đàn Điện ảnh Thanh niên Trung Quốc.
Đầu năm 2017, phim truyền hình hiện đại "Bởi vì được gặp em" do Tôn Di và Đặng Luân đóng chính phát sóng vào khung giờ vàng của đài truyền hình Hồ Nam, bộ phim thu được rating CSM52 thành thị trung bình là 1.93, rating CSM toàn quốc trung bình là 3.26, trong thời điểm phát sóng là phim có rating cao nhất toàn quốc, cũng là một trong những bộ phim tình cảm hiện đại có rating trung bình cao nhất năm 2017. Cuối năm, Tôn Di nhận được giải thưởng Nữ diễn viên mới của năm tại lễ trao giải Quốc Kịch Thịnh Điển. Tại lễ trao giải Phim truyền hình Trung Quốc chất lượng 2018, bộ phim đạt giải "Phim truyền hình được khán giả yêu thích nhất".
Tháng 03/2018, Tôn Di đảm nhận vai nữ chính Lê Sơ Dao trong phim truyền hình "Sơ Thần, là em cố ý quên anh" (sau này đổi tên thành "Rạng rỡ như ánh bình minh"), hợp tác cùng nam diễn viên Bạch Kính Đình. Tháng 3/2018, bộ phim "Nhân sinh nếu như lần đầu gặp gỡ" được phát sóng. Tháng 10/2018, cô phát hành EP ca nhạc đầu tiên "Chờ đợi ánh sáng".
Năm 2019, Tôn Di đóng vai chính Khương Văn Tĩnh trong bộ phim truyền hình "Xin chào, kiểm sát viên" với Trương Hạo Duy. Vào ngày 14 tháng 3 năm 2019, cô phát hành đĩa đơn của mình "Travelling at home".
Ngày 4 tháng 6 năm 2020, Tôn Di phát hành đĩa đơn "The Right Person", cùng năm đó, cô cũng đóng vai chính trong bộ phim "Tân Danh Lợi Tràng" với Ngô Cương và Hoàng Tử Thao. Tháng 11 năm 2020, hai bộ phim truyền hình của Tôn Di lần lượt lên sóng: "Kim Tịch Hà Tịch" phát sóng trên Tencent Video từ ngày 23 tháng 11, và "Rạng rỡ như ánh bình minh" phát sóng trên đài Giang Tô từ ngày 27 tháng 11 (giờ vàng).
Tháng 4 năm 2021, cô tham gia bộ phim truyền hình lịch sử "Gió nổi lên ở Lũng Tây". Vào ngày 28 tháng 6, bộ phim tình cảm hiện đại "Tôi Và Chúng Ta Ở Bên Nhau" do cô và Trương Bân Bân đóng chính bắt đầu được phát sóng, cô đóng vai nữ chính Hạ Nhan.

## Đời tư
Ngày 31 tháng 10 năm 2016, Tôn Di và nam diễn viên Đổng Tử Kiện công khai chuyện tình cảm của cả 2 trên Weibo. Tháng 5 năm 2017, cả 2 đăng Weibo thông báo đã đăng ký kết hôn.
Ngày 22 tháng 9 năm 2017, con gái đầu lòng của Tôn Di và Đổng Tử Kiện ra đời, nhũ danh của bé là Đại Phúc.
Ngày 8 tháng 8 năm 2022, cả hai cùng đăng lên Weibo cá nhân thông báo đã chính thức ly hôn.

## Danh sách phim đã tham gia

### Phim điện ảnh
| Năm  | Tựa phim                                 | Vai diễn               | Ghi chú                                                                         |
| ---- | ---------------------------------------- | ---------------------- | ------------------------------------------------------------------------------- |
| 2015 | Thời thanh xuân của tôi                  | Lý Xuân Hạ             | Đại diện duy nhất của Trung Quốc tranh giải tại LHP Quốc tế Tokyo lần thứ 28    |
| 2016 | Pleasure·Love                            | Hồ Nhã Tiệp (thời trẻ) | Đại diện duy nhất của Trung Quốc tranh giải tại LHP Quốc tế Sundance lần thứ 32 |
| 2016 | Chuyện nhỏ điên cuồng đó gọi là tình yêu | Vai khách mời          |                                                                                 |

### Phim truyền hình
| Năm            | Tựa phim                                                         | Vai diễn        | Bạn diễn                        | Kênh phát sóng                        |
| -------------- | ---------------------------------------------------------------- | --------------- | ------------------------------- | ------------------------------------- |
| 2015           | Đại Miêu Nhi truy ái ký                                          | Đồng Đồng       | Vai phụ                         | An Huy, Giang Tây                     |
| 2015           | Nhật ký tình yêu tươi đẹp                                        | Ngô Bình        | Đặng Luân                       |                                       |
| 2015           | Mị Nguyệt truyện                                                 | Mị Dao          | Vai khách mời                   | Bắc Kinh, Đông Phương                 |
| 2015           | Bão tố (phim cách mạng)                                          | Hàn Thu Lan     | Vai phụ                         | Giang Tô                              |
| 2016           | Ban Thục truyền kỳ                                               | Lâm Sầm         | Vai phụ                         | Tencent Video                         |
| 2016           | Mười Lăm Năm Chờ Đợi Chim Di Trú                                 | Lê Ly           | Trương Nhược Quân               | Hồ Nam TV                             |
| 2017           | Bởi Vì Được Gặp Em                                               | Trương Quả Quả  | Đặng Luân                       | Hồ Nam TV                             |
| 2018           | Nhân Sinh Nếu Như Lần Đầu Gặp Gỡ                                 | Tần Tang        | Hàn Đông Quân                   | Tencent Video                         |
| 2018           | Lương Sinh, Liệu Đôi Ta Có Thể Ngừng Đau Thương                  | Khương Sinh     | Chung Hán Lương, Mã Thiên Vũ    | Hồ Nam TV                             |
| 2020           | Rạng Rỡ Như Ánh Bình Minh (tên cũ: Sơ Thần, Là Em Cố Ý Quên Anh) | Lê Sơ Dao       | Bạch Kính Đình                  | Giang Tô, Youku                       |
| 2020           | Kim Tịch Hà Tịch                                                 | Đông Nguyệt     | Kim Hạn                         | Tencent Video                         |
| 2021           | Tôi Và Chúng Ta Ở Bên Nhau                                       | Hạ Nhan         | Trương Bân Bân                  | Mango TV, IQIYI, Tencent, Youku, LeTV |
| 2021           | Xin Chào, Kiểm Sát Viên                                          | Khương Văn Tĩnh | Trương Hạo Duy                  | Chiết Giang, Youku                    |
| 2022           | Phong Khởi Lũng Tây                                              | Địch Duyệt      | Trần Khôn, Bạch Vũ, Angelababy  | CCTV-8, iQiyi                         |
| 2023           | Nắng Ấm Ngày Xuân (tên cũ: Tân Danh Lợi Tràng)                   | Đinh Mạt Mạt    | Ngô Cương, Hoàng Tử Thao        | Bắc Kinh, Youku                       |
| 2023           | Tú Xuân Đao ᛫ Sơn Hà Chi Ảnh                                     | Thư Đường       | Trương Vân Long Trần Nhược Hiên | iQiyi                                 |
| 2023           | Em Biết Em Yêu Anh                                               | Hứa Nặc         | Trương Vãn Ý                    | Tencent                               |
| Chưa phát sóng | Nhất Niệm Vĩnh Hằng                                              | Đỗ Lăng Phỉ     | Trịnh Nghiệp Thành              |                                       |
| Chưa phát sóng | Phong Quá Lưu Ngân                                               |                 | Cung Tuấn                       |                                       |
| Chưa phát sóng | Trên Than Hồng                                                   |                 | Vương Tử Kỳ                     |                                       |

## Tác phẩm âm nhạc
| Năm  | Ca khúc                 | Tên tiếng Trung | Ghi chú                              |
| ---- | ----------------------- | --------------- | ------------------------------------ |
| 2018 | Lần đầu gặp gỡ tình đầu | 初见初恋        | Nhân sinh nếu như lần đầu gặp gỡ OST |
| 2018 | Chờ đợi ánh sáng        | 等光            | EP                                   |

## Show giải trí
| Thời gian  | Tên chương trình                     | Ghi chú                                                             |
| ---------- | ------------------------------------ | ------------------------------------------------------------------- |
| 31/03/2017 | Minh tinh đại trinh thám             | Tuyên truyền phim "Bởi vì được gặp em"                              |
| 15/04/2017 | Khoái lạc đại bản doanh (Happy Camp) | Tuyên truyền phim "Bởi vì được gặp em"                              |
| 31/03/2018 | Khoái lạc đại bản doanh (Happy Camp) | Tuyên truyền phim "Nhân sinh nếu như lần đầu gặp gỡ"                |
| 06/10/2018 | Khoái lạc đại bản doanh (Happy Camp) | Tuyên truyền phim "Lương Sinh, liệu đôi ta có thể ngừng đau thương" |
| 24/04/2021 | Wow! Mom                             | Tham gia cùng mẹ Thẩm Đan Đan                                       |
| 28/07/2021 | See You Again                        | Đoàn quan sát                                                       |
|            | Minh tinh đại trinh thám (mùa 8)     | Tập mở đầu                                                          |

## Giải thưởng và đề cử

### Điện ảnh/truyền hình
| Năm  | Lễ trao giải                                       | Giải thưởng                                                   | Tác phẩm           | Kết quả   |
| ---- | -------------------------------------------------- | ------------------------------------------------------------- | ------------------ | --------- |
| 2016 | Liên hoan phim quốc tế Thượng Hải lần thứ 19       | Nữ diễn viên xuất sắc nhất (hạng mục Asian New Talent Awards) | Pleasure·Love      | Đoạt giải |
| 2016 | Diễn đàn Điện ảnh Thanh niên Trung Quốc lần thứ 11 | Nữ diễn viên mới của năm                                      | Pleasure·Love      | Đoạt giải |
| 2017 | Quốc kịch thịnh điển                               | Nữ diễn viên mới của năm                                      | Bởi vì được gặp em | Đoạt giải |

### Thời trang
| Năm  | Giải thưởng                                          | Danh hiệu/ Thứ hạng               | Kết quả   |
| ---- | ---------------------------------------------------- | --------------------------------- | --------- |
| 2018 | COSMO Fashion Beauty Festival                        | Thần tượng thời trang của năm     | Đoạt giải |
| 2018 | InStyle Icon Awards                                  | Thần tượng được yêu thích của năm | Đoạt giải |
| 2018 | I-MAGAZINE Fashion Face Awards (Top 55 Asian Female) | No.29                             |           |
| 2020 | I-MAGAZINE Fashion Face Awards (Top 55 Asian Female) | No.33                             |           |